# Condado de Lake (Michigan)
O Condado de Lake é um dos 88 condados do estado americano de Michigan. A sede do condado é Baldwin, e sua maior cidade é Baldwin.
O condado possui uma área de 1 488 km² (dos quais 19 km² estão cobertos por água), uma população de 11 333 habitantes, e uma densidade populacional de 8 hab/km² (segundo o censo nacional de 2000).